# HD 114912
HD 114912，又名CP-69 1784，SAO 252225、HR 4994，是一颗恒星，视星等为6.37，位于銀經305.03，銀緯-6.9，其B1900.0坐标为赤經13h 8m 30.3s，赤緯-69° -6.9′ 55″。